# Wilhelm Pieck – Das Leben unseres Präsidenten
Wilhelm Pieck – Das Leben unseres Präsidenten ist ein von der DDR-Filmproduktionsgesellschaft DEFA angefertigter Dokumentarfilm über das Leben von Wilhelm Pieck, den damaligen Präsidenten der DDR. Er lief am 2. Januar 1952 in den Kinos der DDR und Ostberlins an. Der Film besteht zum großen Teil aus kommentierten Standbildern sowohl aus dem Leben Piecks als auch aus der damaligen deutschen Zeitgeschichte. Es gibt nur wenige bewegte Filmszenen, wie beispielsweise das Begräbnis Lenins sowie die Zeit nach 1945.

## Kritik
Laut des SED-Zentralorgan Neues Deutschland hatte der Film „überragenden Erfolg“, die Kinos seien ausverkauft gewesen.
Der Spiegel attestierte dem Film, „die letzten fünfzig Jahre darzustellen und marxistisch zu deuten“.

## Auszeichnungen
Wilhelm Pieck – Das Leben unseres Präsidenten war 1952 Eröffnungsfilm der Woche des deutschen Films in der Tschechoslowakei. Regisseur und Autor Andrew Thorndike erhielt für den Film den Nationalpreis der DDR III. Klasse.